# Papua Nya Guineas premiärminister
Papua Nya Guineas premiärminister är landets regeringschef. Premiärministern är i regel ledaren för det största partiet i landets parlament (parlamentarism) och utses av Papua Nya Guineas generalguvernör.
Sedan den 30 maj 2019 är James Marape premiärminister.

## Lista över premiärministrar
| Nr   | Namn           | Ämbetsperiod                       |
| ---- | -------------- | ---------------------------------- |
| 1    | Michael Somare | 27 april 1972 – 11 mars 1980       |
| 2    | Julius Chan    | 11 mars 1980 – 2 augusti 1982      |
| 3    | Michael Somare | 2 augusti 1982 – 21 november 1985  |
| 4    | Paias Wingti   | 21 november 1985 – 4 juli 1988     |
| 5    | Rabbie Namaliu | 4 juli 1988 – 17 juli 1992         |
| 6    | Paias Wingti   | 17 juli 1992 – 30 augusti 1994     |
| 7    | Julius Chan    | 30 augusti 1994 – 27 mars 1997     |
| t.f. | John Giheno    | 27 mars – 2 juni 1997              |
| 8    | Julius Chan    | 2 juni – 22 juli 1997              |
| 9    | Bill Skate     | 22 juli 1997 – 14 juli 1999        |
| 10   | Mekere Morauta | 14 juli 1999 – 5 augusti 2002      |
| 11   | Michael Somare | 5 augusti 2002 – 13 december 2010  |
| t.f. | Sam Abal       | 13 december 2010 – 17 januari 2011 |
| t.f. | Sam Abal       | 4 april 2011 – 2 augusti 2011      |
| 12   | Peter O'Neill  | 2 augusti 2011 – 29 maj 2019       |
| 13   | James Marape   | 30 maj 2019 –                      |